# Пора в путь-дорогу
«Пора́ в путь-доро́гу» — песня композитора Василия Соловьёва-Седого на стихи Соломона Фогельсона, написанная для кинофильма «Небесный тихоход», созданного в 1945 году. Фильм о военных лётчиках, режиссёром которого был Семён Тимошенко, стал одним из лидеров советского кинопроката 1946 года. Приобрели большую популярность и две исполнявшиеся в нём песни — «Пора в путь-дорогу» и «Потому, что мы пилоты» (вторая — на слова Алексея Фатьянова). В 1946 году в нескольких исполнениях были выпущены грампластинки с песней «Пора в путь-дорогу», а некоторые её строки стали «крылатыми фразами». За создание четырёх песен, среди которых была «Пора в путь-дорогу», Василию Соловьёву-Седому в 1947 году была присуждена Сталинская премия 2-й степени.
Музыковед Юлий Кремлёв отмечал, что на первый взгляд песни из фильма «Небесный тихоход» «ничем особенным не выделяются», однако если прислушаться, то можно заметить «типическую гибкость и добродушный юмор», а также «мимолётные слегка печальные оттенки», проявляющиеся «в припеве песни „Пора в путь-дорогу“ с его романтикой дальней поездки и разлуки». Музыковед Лев Данилевич писал, что песня «Пора в путь-дорогу» совсем не похожа на более ранние произведения Соловьёва-Седого — она написана в жанре «быстрого марша», в ней «полностью отсутствует» лирика, а её музыка «необычайно динамична». По словам музыковеда Юрия Бирюкова, трое друзей-лётчиков (актёры Николай Крючков, Василий Меркурьев и Василий Нещипленко) настолько удачно исполнили и обыграли песни «Пора в путь-дорогу» и «Потому, что мы пилоты» в фильме «Небесный тихоход», что в течение многих десятилетий «обе эти песни поются, живут и не старятся».

## История
Дождливым вечером, вечером, вечером,

Когда пилотам, скажем прямо, делать нечего,

Мы приземлимся за столом,

Поговорим о том, о сём

И нашу песенку любимую споём.

Пора в путь-дорогу,

Дорогу дальнюю, дальнюю, дальнюю идём.

Над милым порогом

Качну серебряным тебе крылом.

Пускай судьба забросит нас далёко, пускай!

Ты к сердцу только никого не допускай.

Следить буду строго, —

Мне сверху видно всё, — ты так и знай!
Фильм «Небесный тихоход» был создан в 1945 году на киностудии «Ленфильм». Автором сценария и режиссёром был Семён Тимошенко, а композитором — Василий Соловьёв-Седой. Снятый в жанре комедии, фильм повествует о жизни советских лётчиков в годы Великой Отечественной войны; в нём рассказывается о трёх друзьях, которые дали торжественную клятву не влюбляться до конца войны, однако в силу сложившихся обстоятельств друг за другом нарушают своё обещание. Для фильма были написаны две песни — «Потому, что мы пилоты» (на слова Алексея Фатьянова) и «Пора в путь-дорогу» (на слова Соломона Фогельсона).

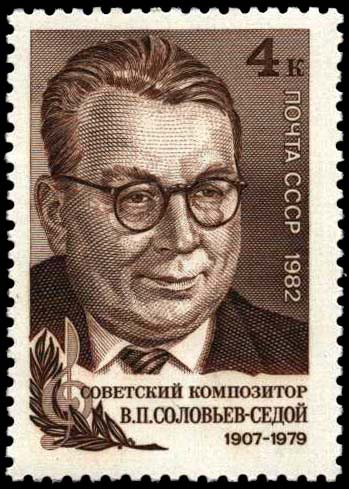
Василий Соловьёв-Седой на почтовой марке СССР 1982 года

Об истории создания песни «Пора в путь-дорогу» рассказал в своих воспоминаниях поэт Соломон Фогельсон (во время Великой Отечественной войны он служил в театре Краснознамённого Балтийского флота (КБФ), а в 1943 году в осаждённом Ленинграде он познакомился с Соловьёвым-Седым. Тогда же появилась их первая совместная песня — «Разговор» («В матросском кубрике звучал гитарный перебор…»). В 1944 году театр КБФ переместился в Таллин; там же находился и Фогельсон. Как-то в 1945 году, или незадолго до Победы, или вскоре после неё, будучи в командировке в Ленинграде, на Невском проспекте Фогельсон встретил Василия Соловьёва-Седого, который сказал ему: «О, вот вы-то мне сейчас нужны! Тут, понимаете, снимается кинокартина, и в ней нужны две песни. Одну я уже написал с Алексеем Фатьяновым, но он уехал в Москву, а нужна ещё одна». Композитор кратко описал сцену, для которой нужна была песня: «Действие происходит в лётной части. Нелётная погода, лётчики приходят к девушкам-лётчицам на блины. Здесь требуется шутливая песенка, для вечеринки». При этом Соловьёв-Седой добавил: «Я, правда, не могу ничего гарантировать, сами знаете, что такое кино, в последнюю минуту могут песню и вырезать. Давайте поедем ко мне, поработаем, набросок музыки у меня уже есть, поехали?». После этого они отправились домой к Соловьёву-Седому, который жил в небольшой квартире на Невском проспекте с женой, дочерью и тёщей. Поработав три или четыре часа, композитор и поэт создали песню «Пора в путь-дорогу», оценённую Фогельсоном: «вот такая случайная встреча — и удача!».

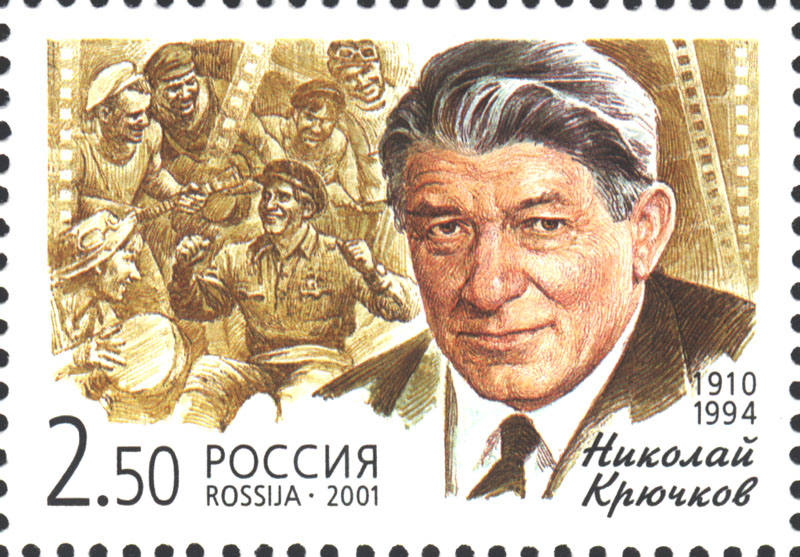
Николай Крючков, один из исполнителей песни в фильме «Небесный тихоход», на почтовой марке России 2001 года

В фильме «Небесный тихоход» песня «Пора в путь-дорогу» звучит во время праздничного вечера. Её первые два куплета («Дождливым вечером, вечером, вечером…» и «Нам нынче весело, весело, весело…») исполняют лётчицы — Екатерина Кутузова (Людмила Глазова), Мария Светлова (Тамара Алёшина) и другие, а третий куплет («Мы парни бравые, бравые, бравые…») — друзья-лётчики Василий Булочкин (Николай Крючков), Семён Туча (Василий Меркурьев) и Сергей Кайсаров (Василий Нещипленко). Также, по некоторым данным, во время исполнения песни за кадром звучит голос певицы Ружены Сикоры.
30 декабря 1945 года состоялось обсуждение фильма «Небесный тихоход» на художественном совете киностудии «Ленфильм». Две песни, написанные Соловьёвым-Седым, в целом получили положительные отзывы членов совета. В частности, кинорежиссёр Леонид Трауберг сказал, что композитор «способствовал успеху картины на много процентов», а его песни «хороши не тем, что входят в память, как песни в своё время Дунаевского и Покрасса, а тем, что они очень милы и симпатичны и не вылезают шлягером». Назвав песню «Пора в путь-дорогу» лейтмотивом фильма, режиссёр Александр Ивановский отметил, что у Соловьёва-Седого «приятная, за душу хватающая музыка».
Фильм «Небесный тихоход» вышел на экраны кинотеатров 1 апреля 1946 года. Он стал одним из лидеров советского кинопроката 1946 года — его посмотрели 21,37 миллионов зрителей (2-е место). Стали популярными и песни из фильма — в частности, в том же 1946 году в нескольких исполнениях были выпущены грампластинки с песней «Пора в путь-дорогу», а некоторые её строки стали «крылатыми фразами» — «Над милым порогом качну серебряным тебе крылом», «Пускай судьба забросит нас далёко, пускай!», «Следить буду строго, мне сверху видно всё, ты так и знай!» и другие.
За создание песен «Давно мы дома не были», «Стали ночи светлыми», «Едет парень на телеге» и «Пора в путь-дорогу» Василию Соловьёву-Седому в 1947 году была присуждена Сталинская премия 2-й степени. С этим событием была связана ещё одна история, рассказанная Соломоном Фогельсоном. Как-то он узнал от знакомого артиста, что литературная редакция Ленконцерта запрещает исполнять со сцены песню «Пора в путь-дорогу». Фогельсон связался с редактором и спросил, в чём причина этого запрета. Редактор ответил, что «мы не запрещаем — мы не рекомендуем», по причине наличия грубоватого слова «плюнем» в окончании песни: «Мы перед вылетом ещё / Их поцелуем горячо / И трижды плюнем через левое плечо». Встретив того же редактора в следующий раз, Фогельсон сообщил ему о том, что песня «Пора в путь-дорогу» была удостоена Сталинской премии, на что редактор сказал: «А что — неплохая песня, неплохая!..». Ещё был случай, когда та же самая строка не понравилась редактору издательства «Музыка», в котором была издана песня, и окончание было переделано в следующее: «Мы перед вылетом ещё / Их поцелуем горячо — / Сперва разок, потом другой, потом ещё». По словам Фогельсона, «к счастью, песня пережила все попытки её исправить и впоследствии не только пелась, но и печаталась в первозданном виде». По названию песни была названа и первая книга стихов Фогельсона, изданная в 1958 году.
Песня «Пора в путь-дорогу» также прозвучала в фильме «Верный друг Санчо», снятом в 1974 году на Рижской киностудии. Её спел актёр Василий Меркурьев, исполнивший роль лётчика-генерала — постаревшего Семёна Тучи, героя фильма «Небесный тихоход». Во время исполнения песни в комнате видны фотографии его фронтовых товарищей — офицеров Василия Булочкина, Сергея Кайсарова и Екатерины Кутузовой.

## Отзывы и критика
Обсуждая песни «Пора в путь-дорогу» и «Потому, что мы пилоты», написанные Соловьёвым-Седым для фильма «Небесный тихоход», музыковед Юлий Кремлёв отмечал, что на первый взгляд они «ничем особенным не выделяются, их даже можно упрекнуть в чертах легкомысленной, низкопробной эстрадности». Однако, по словам Кремлёва, если внимательнее прислушаться, то можно заметить «типическую гибкость и добродушный юмор», а также «мимолётные слегка печальные оттенки», проявляющиеся «в припеве песни „Пора в путь-дорогу“ с его романтикой дальней поездки и разлуки».
В изданной в 1959 году книге «Русская советская песня» музыковед Арнольд Сохор называл песни «Пора в путь-дорогу» и «Мы люди большого полёта» (музыка Бориса Мокроусова, слова Алексея Фатьянова) лучшими из произведений, выражающих «здоровое, полнокровное мироощущение воинской молодёжи» и показывающих дружбу «как источник бодрости и силы». При этом Сохор отмечал, что в послевоенный период ощущался недостаток подобных песен, — по его словам, «новых удач в этой области мало».

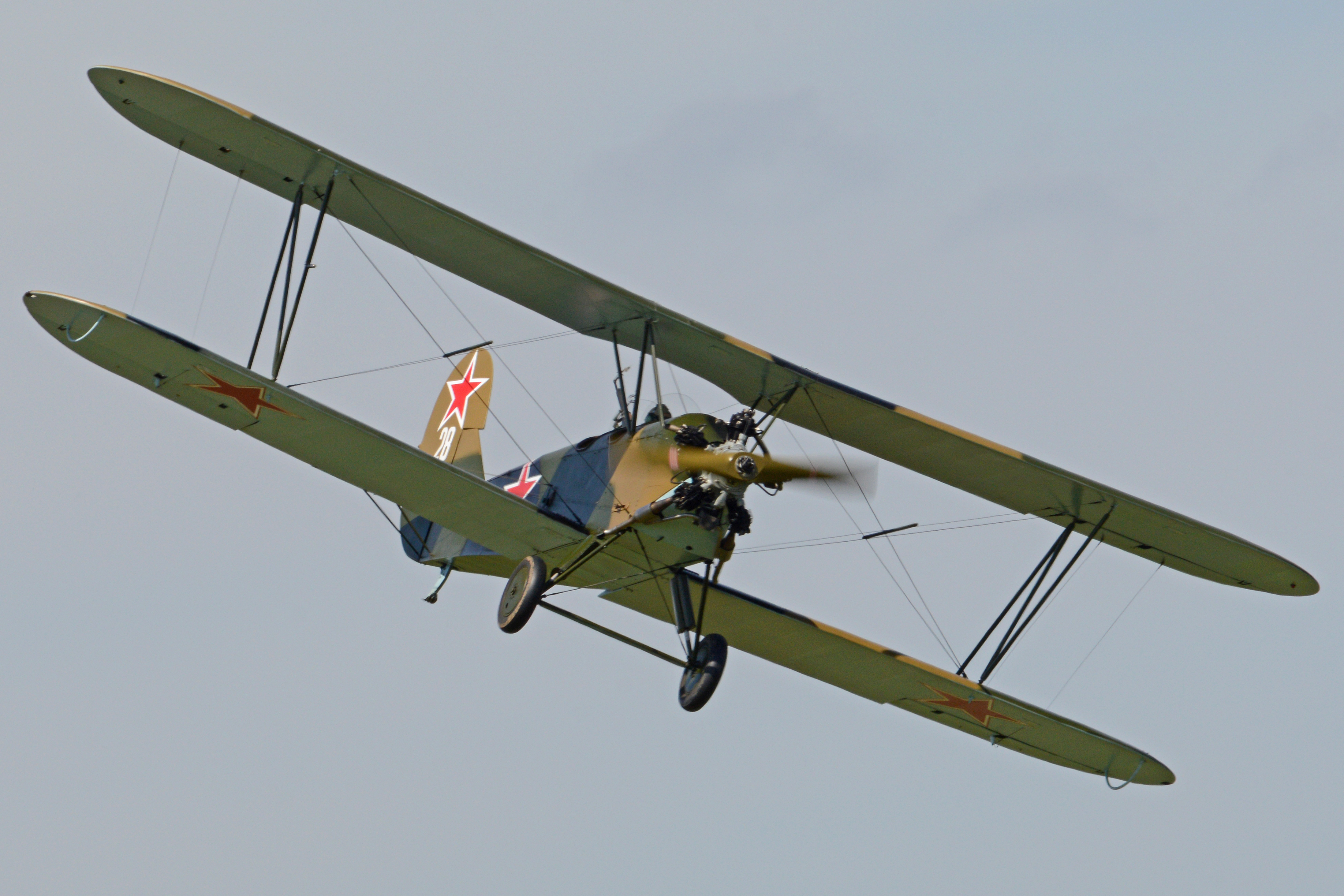
Самолёт «У-2» («По-2»), упомянутый в песне

Музыковед Лев Данилевич писал, что в середине 1940-х годов Соловьёв-Седой находился в поиске новых путей для своего творчества, и в ряде песен ему удалось выйти за пределы настроений, традиционных для его музыки. По мнению Данилевича, к таким произведениям относится песня «Пора в путь-дорогу», которая совсем не похожа на более ранние работы композитора: она написана в жанре «быстрого марша», в ней «полностью отсутствует» лирика, а её музыка «необычайно динамична, она так и „подмывает“ слушателей улететь вместе с лётчиками в солнечные просторы».
Отмечая долгое и плодотворное сотрудничество Соловьёва-Седого и Фогельсона, которое за три десятилетия привело к созданию 48 песен, музыковед Юрий Бирюков в 2005 году писал, что «Пора в путь-дорогу» — «пожалуй, первая песенная удача Соломона Фогельсона». По словам Бирюкова, трое друзей-лётчиков (актёры Крючков, Меркурьев и Нещипленко) настолько удачно исполнили и обыграли песни в фильме «Небесный тихоход», «что вот уже шесть десятилетий обе эти песни поются, живут и не старятся».
Филолог Лариса Левина отмечала наличие смысловых параллелей между песнями из фильма «Небесный тихоход» и «Песней полярных лётчиков» («Кожаные куртки, брошенные в угол…»), созданной в 1959 году Александром Городницким. Если сравнивать «Пора в путь-дорогу» и «Песню полярных лётчиков», то и в том, и в другом случае действие происходит в плохую погоду («дождливым вечером, вечером, вечером» и «бродит за ангарами северная вьюга»), у героев появляется желание спеть («и нашу песенку любимую споём» и «командир со штурманом мотив припомнят старый») и выпить («мы выпьем раз и выпьем два за наши славные „У-2“» и «прочь тоску гони́те вы, выпитые фляги»). При этом, по словам Левиной, интонация этих песен «диаметрально противоположна, равно как и авторская интерпретация их», поскольку есть существенная разница между желаниями «напиться с тоски или же опрокинуть по рюмочке за фронтовых друзей, боевую машину, и уж тем более за победу». Кроме этого, различаются как пространственная обстановка (у Городницкого местом действия становится маленькая северная гостиница), так и временна́я составляющая («парни бравые, бравые, бравые», постарев, превратились в «лысых романтиков»).

## Исполнители
За свою историю, начиная с исполнения в фильме «Небесный тихоход», песня «Пора в путь-дорогу» входила в репертуар многих известных певцов и певиц. Ряд записей был сделан в 1946 году — Руженой Сикорой в сопровождении джаз-оркестра под управлением Александра Цфасмана, трио Ольги Нестеровой, Иосифа Горина и Юрия Хочинского в сопровождении джаз-оркестра Ленрадиокомитета под управлением Николая Минха, а также солистом Олегом Разумовским вместе с Краснознамённым ансамблем песни и пляски Советской армии под управлением Александра Александрова. Впоследствии песня закрепилась в репертуаре Ансамбля песни и пляски Советской, а затем Российской армии — в частности, она исполнялась Евгением Булочниковым и другими солистами. В разные годы песню исполняли Сергей Яковенко, Эдуард Хиль, Иосиф Кобзон, Александр Буйнов, Валерий Сюткин, Олег Винник, а также музыкальные группы «Дискотека Авария» и «Премьер-министр».